# Yessica Rojas
Yessica Rojas (ur. 10 lutego 1987) – wenezuelska judoczka.
Startowała w Pucharze Świata w 2013. Srebrna medalistka igrzysk Ameryki Południowej w 2014. Brązowa medalistka igrzysk boliwaryjskich w 2005 roku.